# Кромберк
Кромберк (словен. Kromberk, итал. Moncorona) је насељено место у општини Нова Горица, Горишка регија, Словенија.

## Историја
До територијалне реорганизације у Словенији био је у саставу старе општине Нова Горица.

## Становништво
У попису становништва из 2011. године, Кромберк је имао 2.081 становника.
| Број становника према пописима | Број становника према пописима | Број становника према пописима |
| ------------------------------ | ------------------------------ | ------------------------------ |
| 1991                           | 2002                           | 2011                           |
| 1.405                          | 1.820                          | 2.081                          |

Напомена: Године 2005. увећано за део насеља Рожна Долина.